# Northern Highway (Victoria)
Der Northern Highway ist eine Fernstraße im Norden des australischen Bundesstaates Victoria. Sie verbindet den Cobb Highway in Moama und Echuca mit dem Hume Freeway südlich von Wallan. Zusammen mit dem McIvor Highway stellt er die wichtigste Verbindung zwischen Melbourne und Bendigo dar.

## Verlauf
Von der Grenze zwischen Victoria und New South Wales am Murray River bei Moama und Echuca verläuft er nach Süden den Campaspe River aufwärts über Rochester nach Elmore. Dort trifft er auf den Midland Highway (A300) und begleitet ihn ca. 1,5 km nach Osten. Anschließend biegt er wieder nach Süden ab und nimmt bei Heathcote den von Nordwesten kommenden McIvor Highway (B280) auf.
Gleichzeitig schwenkt der Northern Highway nach Süd-Südosten und führt nach Kilmore auf dem Kamm der Great Dividing Range und von dort direkt nach Süden, bis er ca. 4 km südlich von Wallan den Hume Freeway (NM31) erreicht. Die letzte 22 km dieser Strecke gehörten früher zum Hume Highway, bevor dieser durch den Freeway ersetzt wurde.

## Bedeutung
Der Northern Highway ist eine wichtige Transportroute von den landwirtschaftlich genutzten Gebieten im Norden von Victoria und in der Riverina zum Hafen und Flughafen in Melbourne. Entlang der Route gibt es auch einige touristische Attraktionen, wie z. B. den Heathcote-Graytown-Nationalpark.

## Wichtige Kreuzungen und Anschlüsse
| Northern Highway                                                                |                             |                                |                                                                           |
| Anschlüsse Richtung Norden                                                      | Entfernung nach Echuca (km) | Entfernung nach Melbourne (km) | Anschlüsse Richtung Süden                                                 |
| Ende Northern Highway weiter als Cobb Highway nach Deniliquin / Hay / Wilcannia | --                          | 221                            | Beginn Northern Highway vom Cobb Highway                                  |
| MURRAY RIVER                                                                    | --                          | 221                            | MURRAY RIVER                                                              |
| NEW SOUTH WALES STAATSGRENZE VICTORIA                                           |                             |                                |                                                                           |
| zur Cohuna, Kerang High Street                                                  | --                          | 220,5                          | nach Cohuna, Kerang High Street                                           |
| Echuca                                                                          | 0                           | 220                            | Echuca                                                                    |
| weiter als                                                                      | 1                           | 219                            | Nathalia, Yarrawonga, Wodonga; zur Kyabram Murray Valley Highway          |
| Nathalia, Yarrawonga, Wodonga Murray Valley Highway                             | 1                           | 219                            | duplexes with                                                             |
| zusammen mit                                                                    | 3                           | 217                            | Cohuna, Kerang, Swan Hill Murray Valley Highway                           |
| Cohuna, Kerang, Swan Hill Murray Valley Highway                                 | 3                           | 217                            | weiter als                                                                |
| Mitiamo Echuca-Mitiamo Road                                                     | 8                           | 212                            | Mitiamo Echuca-Mitiamo Road                                               |
| Prairie Prairie-Rochester Road                                                  | 22                          | 198                            | Prairie Prairie-Rochester Road                                            |
| EISENBAHNLINIE NACH ECHUCA                                                      | 27,5                        | 192,5                          | EISENBAHNLINIE NACH ECHUCA                                                |
| Kyabram Kyabram-Rochester Road                                                  | 28                          | 192                            | Rochester                                                                 |
| Rochester                                                                       | 28                          | 192                            | Kyabram; zur Rushworth Kyabram-Rochester Road                             |
| Raywood Elmore-Raywood Road                                                     | 45,5                        | 174,5                          | Raywood Elmore-Raywood Road                                               |
| Elmore                                                                          | 46                          | 174                            | Elmore                                                                    |
| weiter als                                                                      | 46                          | 174                            | Bendigo, Ballarat Midland Highway                                         |
| Bendigo Midland Highway                                                         | 46                          | 174                            | zusammen mit                                                              |
| zusammen mit                                                                    | 48                          | 172                            | Shepparton, Benalla Midland Highway                                       |
| Shepparton, Benalla Midland Highway                                             | 48                          | 172                            | weiter als                                                                |
| Bendigo, Rushworth, Murchison Bendigo-Murchison Road                            | 59                          | 161                            | Rushworth, Murchison, Bendigo Bendigo-Murchison Road                      |
| Rushworth, Murchison Heathcote-Rochester Road                                   | 84                          | 136                            | Rushworth Heathcote-Rochester Road                                        |
| Bendigo McIvor Highway                                                          | 95                          | 125                            | Bendigo McIvor Highway                                                    |
| Redesdale, Kyneton Heathcote-Kyneton Road                                       | 96                          | 124                            | Redesdale, Kyneton Heathcote-Kyneton Road                                 |
| Heathcote                                                                       | 97                          | 123                            | Heathcote                                                                 |
| Nagambie Heathcote-Nagambie Road                                                | 101                         | 119                            | Nagambie Heathcote-Nagambie Road                                          |
| Puckapunyal, Seymour Seymour-Tooborac Road                                      | 112,5                       | 107,5                          | Puckapunyal, Seymour Seymour-Tooborac Road                                |
| Tooborac                                                                        | 113                         | 107                            | Tooborac                                                                  |
| Lancefield, Sunbury Lancefield-Tooborac Road                                    | 114                         | 106                            | Lancefield, Romsey, Sunbury Lancefield-Tooborac Road                      |
| Broadford, Seymour Broadford-Kilmore Road                                       | 144                         | 76                             | Broadford Broadford-Kilmore Road                                          |
| Kilmore                                                                         | 146                         | 74                             | Kilmore                                                                   |
| Lancefield, Woodend Kilmore-Lancefield Road                                     | 147                         | 73                             | Lancefield, Woodend Kilmore-Lancefield Road                               |
| Wandong, Epping Epping-Kilmore Road                                             | 150                         | 70                             | Wandong, Whittlesea, Epping Epping-Kilmore Road                           |
| Wallan                                                                          | 159                         | 61                             | Wallan                                                                    |
| Seymour, Sydney via Freeway; Whittlesea, Kinglake Wallan-Whittlesea Road        | 160                         | 60                             | Seymour, Sydney über Freeway; Whittlesea, Kinglake Wallan-Whittlesea Road |
| Beginn Northern Highway vom Hume Freeway                                        | 164                         | 56                             | Ende Northern Highway weiter als Hume Freeway nach Melbourne              |